# Leptospermum liversidgei
Leptospermum liversidgei es una especie de arbusto de la familia de las mirtáceas.

## Descripción
Es un arbusto que alcanza un tamaño  de hasta 4 m de altura y se encuentra naturalmente en hábitats húmedos costeros  en el este de Australia. Las hojas son de 5-7 mm de largo, con un peculiar aroma a limón. Las flores de color blanco o rosa son solitarias, seguidas por una cápsula leñosa.

## Propiedades
L.liversidgei tiene dos aceites esenciales quimiotipos:
El citral quimiotipo se utiliza como especias para tés de sabores y alimentos. Este citral a veces se llama "árbol del té de limón" cuando se usan las hojas secas de té, y como saborizante de alimentos. Una pequeña producción es especies silvestres.
La citronela quimiotipo que se cultiva para su uso como un  repelente de los mosquitos.
El arbusto se cultiva también como un jardín ornamental .
L. liversidgei es también llamado "árbol del té con aroma de limón", y produce un aceite esencial similar al de limón. 

## Taxonomía
Leptospermum liversidgei fue descrito por R.T.Baker & H.G.Sm. y publicado en Journal and Proceedings of the Royal Society of New South Wales 39: 124. 1905[1906].
Etimología
Leptospermum: nombre genérico que viene del griego antiguo "leptos" y "sperma", que significa "semilla fina".
liversidgei: epíteto nombrado en honor del Profesor A. Liversidge.
Sinonimia
- Leptospermum flavescens var. citriodorum F.M.Bailey
- Leptospermum polygalifolium var. citriodorum (F.M.Bailey) Domin	[2]